# 八打灵高原

沙叻广场

八打灵高原是位于马来西亚吉隆坡南部敦拉萨镇选区的一个市镇。 该市镇的边界为南湖镇、旧古仔、甘榜马来西亚和大城堡。
八打灵高原坐落于山顶处，社区环境寂静，其房地产发展计划多数是以廉价公寓和中档共管公寓为主。